# Hedychium phuluangense
Hedychium phuluangense är en enhjärtbladig växtart som beskrevs av Chayan Picheansoonthon och Wongsuwan. Hedychium phuluangense ingår i släktet Hedychium och familjen Zingiberaceae. Inga underarter finns listade i Catalogue of Life.